# Счастливчик Люк (комикс)
Счастливчик Люк (англ. Lucky Luke) — серия комиксов, впервые опубликованная в 1947 году бельгийским художником Морисом де Бевере, более известным под псевдонимом «Моррис». Главным героем комикса является Счастливчик Люк, бесстрашный ковбой на Диком Западе, который «стреляет быстрее своей тени». Вместе с комиксами «Приключения Тинтина» и «Астерикс и Обеликс», «Счастливчик Люк» является одним из наиболее известных и продаваемых комиксов в Европе, его приключения были переведены на множество языков мира, по мотивам этих комиксов были сняты мультипликационные и художественные фильмы и сериалы.
Впервые комикс «Счастливчик Люк» были опубликованы 7 декабря 1946 года на страницах бельгийского журнала Spirou. Его первое приключение носило заголовок Arizona 1880. Спустя несколько лет, де Бевер начал сотрудничество с писателем Рене Госинни, который стал писать сценарии комиксов. Их первой совместной работой стала история Des rails sur la prairie, опубликованная 25 августа 1955 года в Spirou. В 1967 году де Бевер и Госинни поменяли издание на французский журнал Pilote.
После смерти Госинни в 1977 году де Бевер сотрудничал с разными сценаристами. Морис де Бевер умер в 2001 году в возрасте 77 лет, но два года спустя французский художник Ашде продолжил серию комиксов про Счастливчика Люка.